# Swartpuntia germsi
La Swartpuntia (Swartpuntia germsi) è un organismo marino estinto appartenente ai rangeomorfi, vissuto nella parte terminale del Proterozoico (fine dell'Ediacarano, 543 milioni di anni fa). I suoi resti sono stati trovati in Namibia e in Nordamerica sudoccidentale.

## Descrizione
L'aspetto di questo organismo era vagamente simile a quello degli attuali alcionari del gruppo delle pennatulacee, o “penne di mare”. La struttura interna, però, doveva essere molto diversa: come le pennatulacee, la swartpuntia possedeva uno stelo e strutture dall'aspetto frondoso; queste strutture, presenti in numero compreso fra tre e sei, erano costituite da una struttura segmentata a trapunta. I margini delle fronde erano seghettati e la fossa mediana era larga un millimetro. Lo stelo, in cui erano presenti ornamentazioni a forma di V, era largo circa 14 millimetri, e terminava a poco più di due centimetri dalla cima delle fronde. Le dimensioni della swartpuntia variavano tra 12 e 19 centimetri in altezza, mentre la larghezza era compresa tra 11 e 14 centimetri.

## Fossili
Ritrovamenti di swartpuntia sono stati effettuati per la prima volta in letti di arenaria della Nama Formation, in uno strato di ceneri datato al termine dell'Ediacarano. Successivamente sono stati rinvenuti fossili di età analoga anche nel Nordamerica sudoccidentale; la sua distribuzione spaziotemporale relativamente limitata è stata quindi utilizzata per ricostruzioni paleogeografiche. (Hagadorn e Waggoner, 2000). I primi fossili rinvenuti sono stati ritrovati nei pressi della fattoria Swartpunt, in Namibia;  la parola Swartpunt significa “punto nero”, con riferimento al colore delle rocce circostanti. L'epiteto specifico (germsi) si riferisce a Gerard Germs, che studiò la Nama Formation.

## Affinità
La forma della swartpuntia richiama quella di altri organismi dell'Ediacarano, come Pteridinium e Charniodiscus, che possedevano una struttura “a trapunta” dai segmenti alternati. Stranamente, la microstruttura dei segmenti di Swartpuntia richiama quella di Dickinsonia, un organismo ediacariano dalla forma profondamente diversa. Questo fatto sarebbe un'ulteriore prova che i vari organismi che costituivano la fauna di Ediacara fossero strettamente imparentati fra di loro, e appartenessero tutti a un medesimo phylum ormai estinto (Vendobionta).